# 少年と犬 (1975年の映画)
『少年と犬』（しょうねんといぬ、A Boy and His Dog）は、1975年のアメリカ合衆国のSF映画。俳優L・Q・ジョーンズの初監督作品で、出演はドン・ジョンソンとスザンヌ・ベントンなど。原作は1969年度ネビュラ賞（中長編小説部門）受賞のハーラン・エリスンによる同名小説。
1976年にヒューゴー賞映像部門を受賞した作品で、当時まだ若手だったジョンソンの名を世間に知らしめた作品のひとつでもある。
日本では劇場未公開だが、DVDが発売されている。
映画の作中の時間である2024年に近い2023年3月30日に日本での劇場公開が発表され、同年5月19日からキングレコードの提供、アンプラグドの配給によってシネマート新宿などで上映された。

## ストーリー
時は2024年の近未来。核戦争により世界は荒廃し、文明社会の名残は微塵も残っていない。放射能が原因の遺伝子異変で、地上にはほぼ女性がいなくなってしまっていた。そんな世界に暮らす少年ヴィック（ドン・ジョンソン）は、飼い犬の超能力犬ブラッドと共に食料と女を探して放浪する日々。だがある日、独自の文明を築いた地下社会に住むクィラ（スザンヌ・ベントン）という少女と出会ったヴィックは、彼女を追いかけて暴徒と化した集団の銃撃戦に遭遇。命からがらクィラらと共にその場を逃れた彼は、地下壕へ隠れる。そこでクィラは、地下にある文明社会の存在をヴィックへ教える。そこには地上とは違い戦争も飢えもなく、男性たちと共に多くの女性たちが暮らしていると言う。そのことを知ったヴィックは、愛犬ブラッドの忠告も聞かずに地下社会へ通じる扉を空け、地下社会へ行く。

## キャスト
- ヴィック: ドン・ジョンソン
- クィラ・ジューン: スザンヌ・ベントン（英語版）
- ロー・クラドック: ジェイソン・ロバーズ
- ブラッド（声）: ティム・マッキンタイア
- メズ・スミス: ヘレン・ウィンストン（英語版）
- ムーア医師: アルヴィ・ムーア（英語版）

## スタッフ
- 監督：L・Q・ジョーンズ
- 原作：ハーラン・エリスン『少年と犬』
- 製作：アルヴィ・ムーア（英語版）、L・Q・ジョーンズ
- 脚本：L・Q・ジョーンズ
- 音楽：ティム・マッキンタイア
- 撮影：ジョン・アーサー・モリル
- 編集：スコット・コンラッド

## 作品の評価
Rotten Tomatoesによれば、批評家の一致した見解は「オフビートでエキセントリックなブラックコメディ『少年と犬』は、力強いセリフと風変わりな未来像が特徴である。」であり、33件の評論のうち高評価は76%にあたる25件で、平均点は10点満点中6.58点となっている。
Metacriticによれば、10件の評論のうち、高評価は6件、賛否混在は4件、低評価はなく、平均点は100点満点中68点となっている。